# ام‌پی‌پی+
ام‌پی‌پی+ (به انگلیسی: MPP+) با فرمول شیمیایی C۱۲H۱۲N+ یک ترکیب شیمیایی با شناسه پاب‌کم ۳۹۴۸۴ است؛ که جرم مولی آن ۱۷۰٫۲۵ g/mol می‌باشد.